# Kamtinamo
Kamtinamo (Nothocercus nigrocapillus) är en fågel i familjen tinamoer som förekommer i Anderna.

## Utseende och levnadssätt
Kamtinamon är dåligt känd medelstor (32–35 centimeter) brun tinamo med mörkare huvud och blekare undersida, ibland kraftigt bandad. Den förekommer i subtropisk eller tempererad regnskog, mellan 2 000 och 3 000 meter över havet.
Liksom andra tinamoer livnär sig den av frukt från marken eller låga buskar. De intar också mindre mängder ryggradslösa djur, blomknoppar, färska löv, frön och rötter. Hanen ruvar äggen som kan komma från så många som fyra olika honor. Han tar sedan hand om dem tills de är två till tre veckor gamla och kan ta hand om sig själva. Boet placeras på marken i täta buskage eller mellan upphöjda trädrötter.

## Utbredning och systematik
Kamtinamo delas in i två underarter med följande utbredning:
- Nothocercus nigrocapillus cadwaladeri – förekommer i Anderna i nordvästra Peru
- Nothocercus nigrocapillus nigrocapillus – förekommer i Anderna från centrala Peru till Bolivia

## Status och hot
Arten tros minska i antal till följd av skogsavverkning och IUCN kategoriserade därför arten tidigare som sårbar. 2020 nedgraderades den till kategorin livskraftig och ansågs därmed inte längre vara hotad. Världspopulationen uppskattas till 200 000 vuxna individer.